# Muurknikmos
Muurknikmos (Bryum radiculosum) is een soort uit het geslacht knikmos (Bryum).

## Ecologie
Muurknikmos groeit op zowel beschutte als geëxponeerde bakstenen muren. Soms komt zij ook voor in grasland of pioniervegetatie op kalkrijk zand.

### Syntaxonomie
Muurknikmos staat te boek als kensoort voor het muurleeuwenbek-verbond (Cymbalario-Asplenion). Soms komt muurknikmos ook terrestrisch voor in duingraslanden van de fakkelgras-orde (Cladonio-Koelerietalia).